# Hirschbichl
Le Hirschbichl (appelé aussi Mooswacht ou Hirschbühel) est un col à 1 149 mètres d'altitude dans le massif des Alpes de Berchtesgaden.

## Géographie
Le col se trouve à 40 m au sud de la frontière entre l'Allemagne et l'Autriche, dans le Pinzgau, en Autriche. À partir du Hintersee à Ramsau, la route du col suit d'abord la vallée du Klausbach sur 6,5 km puis est de plus en plus raide jusqu'au col, jusqu'à atteindre 30 %. Le col se trouve sur un tronçon de route plat dans la forêt. Au sud, il mène, par une route également raide, jusqu'à Weißbach bei Lofer. Du côté bavarois, la route se trouve dans le parc national de Berchtesgaden et est fermée à la circulation automobile privée. De mai à octobre, un bus traverse le col des deux côtés.

## Histoire
Le sentier équestre au-dessus du Hirschbichl sert depuis le XIIIe siècle à l'exportation du sel de Schellenberg et de Hallein vers le Tyrol. À l'hiver 1712, 115 000 bâtons de sel sont transportés par le col. Le col a une signification militaire lors du soulèvement paysan de Salzbourg de 1525-1526. L'ancien chef paysan Michael Gruber, pour se réfugier chez l'archevêque Matthäus Lang von Wellenburg, franchit le col.
La traversée est sécurisée par des palissades, le bois pour cela peut être pris dans les forêts de Berchtesgaden en raison du processus forestier de 1734. Pendant la guerre de Succession d'Autriche, la Conférence de défense de l'État ordonne que la maison en bois à l'écluse soit équipée de meurtrières et complètement entourée de palissades.
Le hangar à bétail date de 1757. La maison des gardes est agrandie d'une pièce en 1759. Une auberge ouvre en 1738, ce qui conduit à des plaintes des aubergistes de Sankt Martin bei Lofer et de Weißbach bei Lofer. En 1742, cependant, la chambre du tribunal tranche en faveur du propriétaire, faute de quoi ses revenus seraient trop faibles. Une base légale pour le service de la bière est créée en 1805, à cette époque, la maison de garde est transformée en auberge et a une licence d'hospitalité.
En 1809, le Hirschbichl est un maillon important de la ligne de défense entre les cols de Strub et de Lueg. Les carabiniers de Pinzgau sous le commandement d'Anton Rauchbichler repoussent les attaques bavaroises contre l'invasion de la France. Ce n'est qu'après l'évacuation du col de Lueg par les troupes autrichiennes que les positions sur le Hirschbichl sont également abandonnées.
Depuis la fondation de Maria Kirchental, un chemin de pèlerinage conduit de Berchtesgaden par le Hirschbichl à Sankt Martin bei Lofer. Des chapelles, dont celle du haut du col, soulignent le parcours.